# Zinkchlorat
Zinkchlorat ist eine anorganische chemische Verbindung des Zinks aus der Gruppe der Chlorate.

## Gewinnung und Darstellung
Zinkchlorat kann durch Reaktion von Zinksulfat mit Bariumchlorat gewonnen werden. Das Bariumsulfat fällt dabei als schwerlösliches Salz aus, das Zinkchlorat bleibt in Lösung.
{\displaystyle \mathrm {ZnSO_{4}+Ba(ClO_{3})_{2}\longrightarrow Zn(ClO_{3})_{2}+BaSO_{4}} }

## Eigenschaften
Zinkchlorat ist ein farbloser hygroskopischer Feststoff. Aus wässrigen Lösungen von Zinkchlorat kristallisieren, je nach der Konzentration und der Temperatur der Lösungen, die Verbindungen Zn(ClO3)2·12 H2O (Schmelztemperatur −24,9 °C), Zn(ClO3)2·6 H2O (16,4 °C), Zn(ClO3)2·4 H2O (53,9 °C) und Zn(ClO3)2·2 H2O. Das Dihydrat schmilzt bei 114 °C und beginnt sich aber gleichzeitig unter Abspaltung von Chlordioxid zu zersetzen. In dem System treten sechs Quadrupelpunkte auf, von denen zwei in Gebieten liegen, in denen die betreffenden Hydrate instabil bzw. metastabil sind.

## Verwendung
Zinkchlorat wird als Katalysator, Bleichmittel und Bestandteil von Explosivstoffen verwendet.